# Uvåssjön
Uvåssjön är en sjö i Ljusdals kommun i Hälsingland och ingår i Ljusnans huvudavrinningsområde. Sjön är 15 meter djup, har en yta på 0,966 kvadratkilometer och befinner sig 121 meter över havet. Sjön avvattnas av vattendraget Uvåsbäcken.

## Delavrinningsområde
Uvåssjön ingår i det delavrinningsområde (684197-152441) som SMHI kallar för Utloppet av Uvåssjön. Medelhöjden är 163 meter över havet och ytan är 8,82 kvadratkilometer. Det finns inga avrinningsområden uppströms utan avrinningsområdet är högsta punkten. Uvåsbäcken som avvattnar avrinningsområdet har biflödesordning 3, vilket innebär att vattnet flödar genom totalt 3 vattendrag innan det når havet efter 91 kilometer. Avrinningsområdet består mestadels av skog (52 procent), öppen mark (10 procent) och jordbruk (19 procent). Avrinningsområdet har 0,96 kvadratkilometer vattenytor vilket ger det en sjöprocent på 10,9 procent.